# Franciszek Apanowicz
Franciszek Apanowicz (ur. 1944) – polski filolog i rusycysta, profesor nauk humanistycznych.

## Życiorys
Ukończył w 1974 studia rusycystyczne na Uniwersytecie Gdańskim. Po studiach, do 2014 pracował na macierzystej uczelni. W 1983 uzyskał stopień doktora nauk humanistycznych, w 1997 doktora habilitowanego w dziedzinie nauk humanistycznych, w 2004 tytuł naukowy profesora nauk humanistycznych.
Od 2005 do 2008 dyrektor Instytutu Filologii Wschodniosłowiańskiej UG. Specjalista literatury rosyjskiej XX wieku. Był wykładowcą historii literatury rosyjskiej, kultury Rosji i przekładu tekstów literackich. W 2014 w wieku 70 lat przeszedł na emeryturę.
Dwukrotnie na stanowisku prodziekana ds. studiów zaocznych Wydziału Filologiczno-Historycznego (1999–2002 i 2002–2005). Od 1 września 2008 do 31 maja 2011 prodziekan ds. kształcenia nowo powstałego Wydziału Filologicznego.
Członek Komitetu Słowianoznawstwa Polskiej Akademii Nauk (2007–2010).
Członek Komitetu Redakcyjnego czasopism „Przegląd Rusycystyczny” i „Acta Neophilologica”, członek rady redakcyjnej czasopisma rosyjskiego „Slovo.ru. Baltijskij akcent” (Królewiec) i kolegium redakcyjnego rosyjskiego almanachu „Litieraturnyje znakomstva” (Moskwa).

## Odznaczenia i nagrody
- 1975: Wyróżnienie pracy magisterskiej na konkursie ogólnopolskim
- 1977: Nagroda Rektora UG za dydaktykę
- 1997: Nagroda Literacka Wojewody Gdańskiego za książkę Nowa proza Warłama Szałamowa
- 2000: Medal Komisji Edukacji Narodowej
- 2001: Złoty Krzyż Zasługi
- 2003: Nagroda Rektora UG za osiągnięcia naukowe
- 2005: Nagroda Rektora UG za dydaktykę
- 2008: „Nauczyciel Roku” im. Krzysztofa Celestyna Mrongowiusza dla najlepszych nauczycieli akademickich Uniwersytetu Gdańskiego
- 2014: Brązowy Medal Uniwersytetu Gdańskiego „Doctrinae Sapientae Honestati”[3]